# Шутер со световым пистолетом
Шутер со световым пистолетом (англ. Light gun shooter), также называемый игрой со световым пистолетом (англ. Light gun game) или просто игрой с пистолетом (англ. Gun game), представляет собой поджанр шутеров, в котором основным элементом дизайна является имитация тира, когда игрок целится и разряжает контроллер в форме пистолета на экране. Шутеры со световым пистолетом сосредотачиваются в основном на главном герое, стреляющего по виртуальным целям, будь то антагонисты или неодушевлённые объекты, и обычно имеют тематику экшена или ужасов, а некоторые могут использовать юмористическую, пародийную трактовку подобных условностей. В играх такого жанра обычно используется движение «по рельсам» (англ. on-rails), которое даёт игроку контроль только над прицелом; другие движения главного героя заранее определяются игрой. Игры с использованием этого устройства иногда называют «рельсовыми шутерами» (англ. rail shooters), хотя этот термин также применяется к играм других жанров, в которых движение «по рельсам» является особенностью. Некоторые, особенно более поздние, игры дают игроку больший контроль над движением, а в других главный герой вообще не двигается.
Шутеры со световым пистолетом обычно используют световые пистолеты, названные так потому, что они функционируют с помощью датчиков освещённости. Однако не все шутеры со световым пистолетом используют оптические световые пушки; некоторые могут также использовать альтернативные устройства наведения, такие как позиционные пушки или контроллеры движения. Механические игры с использованием светового оружия существовали с 1930-х годов, хотя они действовали иначе, чем те, что используются в видеоиграх. На протяжении 1970-х годов механические игры были заменены электронными видеоиграми, а в 1980-х годах появились популярные шутеры со световым пистолетом, такие как Duck Hunt. Жанр был наиболее популярен в 1990-х годах, после выхода Virtua Cop, формула которого позже была улучшена в Time Crisis. Жанр менее популярен в новом тысячелетии; среди прочего также ему мешают проблемы с совместимостью, но сохраняет привлекательность для поклонников игрового процесса старой школы.

## Определение
Шутеры со световым пистолетом, игры со световым пистолетом или просто игры с пистолетом — это игры, в которых главный герой стреляет по целям, будь то антагонисты или объекты, и в которых используется контроллер в форме пистолета (называемый световым пистолетом), с помощью которого игрок целится. Хотя в играх о световым пистолетом может быть вид от первого лица, они отличаются от шутеров от первого лица, в которых используются более традиционные устройства ввода. Игры со световым пистолетом, в которых используется движение «по рельсам», иногда называют «рельсовыми шутерами», хотя этот термин также применяется к другим типам шутеров с аналогичным движением. Сам световой пистолет назван так потому, что он функционирует за счёт использования датчика освещённости: нажатие на спусковой крючок позволяет ему обнаруживать свет от целей на экране.

## Дизайн

Игровой процесс Duck Hunt. Игрок наблюдает процесс от лица главного героя и использует контроллер светового пистолета, чтобы прицелиться в экранную утку

Целями в шутерах со световым пистолетом могут быть как угрожающие антагонисты, такие как преступники, террористы или зомби, так и неодушевлённые предметы, такие как яблоки или бутылки. Хотя в эти игры можно играть без светового пистолета, использование более традиционных методов ввода было признано неполноценным. В шутерах со световым пистолетом обычно используются общие темы экшена или хоррора, хотя в некоторых более поздних играх используются более юмористические стили, с отсылкой на самих себя.
Шутеры со световым пистолетом в основном сводятся к отстрелу большого количества врагов, нападающих волнами. От главного героя может потребоваться защищаться, прячась или стреляя из метательного оружия, такого как топоры или гранаты. Однако игрок также может соревноваться с часами, в некоторых играх также присутствуют сражения с боссами. Игры также могут вознаграждать игрока за точную стрельбу дополнительными очками, бонусами (усилениями) или секретами. Игры, в которых игрок не сталкивается с антагонистами, вместо этого содержат сложные задания, построенные в основном из неодушевлённых предметов, проверяющие скорость и точность игрока. Более традиционные игры могут включать в себя такие типы задач, как мини-игры.
В шутерах с лёгким оружием обычно используется движение «по рельсам», которое не даёт игроку контроля над направлением движения главного героя; игрок имеет контроль только над прицеливанием и стрельбой. Однако некоторые игры могут позволить главному герою укрыться нажатием кнопки. Другие игры могут вообще отказаться от движения по рельсам и позволить игроку свободно перемещать главного героя по игровому окружению; третьи могут включать статическое окружение. Шутеры со световым пистолетом используют вид от первого лица для прицеливания, хотя некоторые игры могут позволить игроку переключиться на вид от третьего лица, чтобы маневрировать главным героем.

## История

### Механические и электромеханические предшественники (1900-е — начало 1970-х годов)
Игры с оружием существовали в аркадах ещё до появления электронных видеоигр. Карнавальные игры в тире восходят к концу 19 века. Игры с механическим оружием впервые появились в развлекательных залах Англии на рубеже 20-го века, а в Америке — в 1920-х годах. Британская игра «кинематографический тир» Life Targets (1912) представляла собой механическую интерактивную киноигру, в которой игроки стреляли в киноэкран, показывающий видеозапись целей. Первые световые пистолеты появились в 1930-х годах вместе с аркадой Seeburg Ray-O-Lite. Игры с использованием этой игрушечной винтовки были механическими, и винтовка стреляла лучами света по мишеням, снабжённым датчиками. Более поздняя игра с оружием от Seeburg Corporation, Shoot the Bear (1949), ввела использование механических звуковых эффектов. К 1960-м годам игры с механическим оружием превратились в электромеханические игры со стрельбой. Популярными примерами были Periscope (1965) от Namco и Sega, Captain Kid Rifle (1966) от Midway Manufacturing и Arctic Gun (1967) от Williams. Использование навесного пистолета восходит к механической игре Midway 1960-х годов.
В период с конца 1960-х по начало 1970-х годов Sega выпускала игры с оружием, которые напоминали видеоигры-шутеры от первого лица, но на самом деле были электромеханическими играми, в которых использовалась проекция заднего изображения способом, похожим на зоотроп, для создания движущейся анимации на экране. Это был новый подход к оружейным играм, который Sega представила в Duck Hunt, которая начала локационное тестирование в 1968 году и была выпущена в январе 1969 года. В ней были анимированные движущиеся мишени, которые исчезают с экрана при выстреле, твердотельные электронные звуковые эффекты и более высокий балл за выстрелы в голову. Duck Hunt также распечатывала счёт игрока на билете, а звуковые эффекты можно было регулировать по громкости.

### 2D и псевдо-3D видеоигры-шутеры со световым пистолетом (1970-е — середина 1990-х)
На протяжении 1970-х годов электромеханические аркадные игры постепенно заменялись электронными видеоиграми, после выхода Pong в 1972 году, а Space Invaders 1978 года нанесли ещё более мощный удар по популярности электромеханических игр. В 1970-х годах электромеханические игры с оружием превратились в видеоигры-шутеры со световым пистолетом. Световые пушки, используемые в электронных видеоиграх, работают в противоположность своим механическим аналогам: датчик находится в пистолете, и нажатие на спусковой крючок позволяет ему получать свет от целей на экране. Компьютерные световые ручки использовались в практических целях в Массачусетском технологическом институте в начале 1960-х годов. Домашняя игровая приставка Magnavox Odyssey 1972 года выпуска имела световой пистолет в качестве аксессуара, в производстве которого участвовала Nintendo. В аркадах видеоигры-шутеры со световым пистолетом появились в 1974 году, вместе с Balloon Gun от Sega в августе и Qwak! от Atari в ноябре. Использование навесного оружия в аркадных видеоиграх восходит к игре Attack компании Taito, вышедшей в 1976 году. Однако видеоигры со световым пистолетом не смогли достичь того же уровня успеха, что и их более ранние электромеханические предшественники, вплоть до середины 1980-х годов.
Видеоигры со световым пистолетом стали популярны в аркадах после выхода игр Duck Hunt и Hogan's Alley на аркадной платформе Nintendo VS. System, а игра Duck Hunt стала популярной и на домашних игровых системах после выхода в 1985 году на платформе Nintendo Entertainment System (NES). Впоследствии световые пистолеты стали широко использоваться в видеоиграх в середине 1980-х годов. В конце 1980-х годов вышедший в 1987 году аркадный хит компании Taito — игра Operation Wolf — популяризировала рельсовые шутеры на военную тематику. В Operation Wolf использовались прокручивающиеся фоны, которые в продолжении Taito Operation Thunderbolt (1988) и Line of Fire Sega (1989) были дополнены псевдо-3D-фонами, последняя была отрисована с использованием аркадной технологии Sega Super Scaler, и в обеих был показан кооперативный игровой процесс для двух игроков. Beast Busters SNK (1989) поддерживала до трёх игроков и имела скромный успех. Аркадный хит Midway Terminator 2: Judgment Day (1991) объединил прокрутку Operation Wolf с кооперативом Operation Thunderbolt и Line of Fire для двух игроков, а также использовал реалистичную цифровую графику спрайтов.
Вышедшая в 1992 году Lethal Enforcers от Konami еще больше популяризировала использование реалистичной оцифрованной графики спрайтов в шутерах со световым пистолетом. Оцифрованные спрайты оставались популярными в жанре вплоть до середины 1990-х годов. Вышедшая в 1994 году Revolution X от Midway представляла собой кооперативную игру для двух игроков с оцифрованной графикой, как и их предыдущий хит Terminator 2: Judgment Day. В 1995 году Konami выпустила Crypt Killer (Henry Explorers в Японии), который поддерживал до трех игроков и имел скромный успех.

### 3D-шутеры со световым пистолетом (с середины 1990-х по настоящее время)

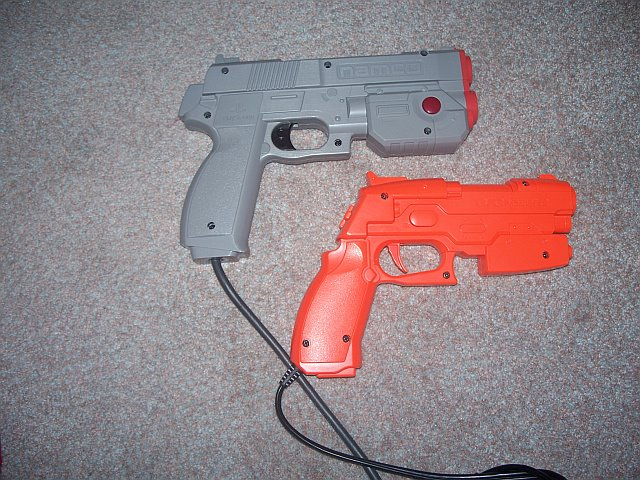
Популярные световые пистолеты GunCon. Ярко-оранжевый иллюстрирует игрушечный внешний вид большинства световых пистолетов, в то время как серый пример выглядит более реалистично.

Вышедшая на игровых автоматах в 1994 году игра Virtua Cop от Sega открыла новые возможности, популяризировала использование трехмерных полигонов в шутерах и привела к «ренессансу» популярности аркадных игр с оружием. Как и Lethal Enforcers, игра была вдохновлена фильмом «Грязный Гарри» с Клинтом Иствудом в главной роли, а также рекламой кофе, в которой банка кофе увеличивалась в прицеле пистолета; в Virtua Cop игроку нужно было как можно быстрее стрелять по приближающимся целям. В нашумевшей Time Crisis от Namco, выпущенной для японских аркад в 1995 году и позднее портированной на игровую систему Sony PlayStation в 1996/1997 годах, были введены такие инновации, как имитация отдачи и ножная педаль, нажатие на которую заставляло главного героя прятаться. Игровой световой пистолет, GunCon, также получил признание. Namco также выпустила Gun Bullet для японских аркад в 1994 году и была портирована как Point Blank для PlayStation в 1998 году; она представляла из себя 2D-игру на основе спрайтов с уникальной структурой мини-игр и причудливым юмористическим тоном. Игра была высоко оценена критиками и получила два продолжения, как для аркад, так и для консоли PlayStation.
В 1995 году Atari Games выпустила успешную аркадную игру с использованием светового пистолета Area 51, в которой использовались красные и синие световые пистолеты 45-го калибра модели HAPP и использовалась предварительно отрисованная графика с использованием полноэкранного видео (FMV). Некоторые игры пытались включить в себя элементы шутеров от первого лица или игр «ужасов выживания» за счёт использования менее ограниченного передвижения персонажа или исследования, с разной степенью успеха.
В период с 1996 по 1997 год 3D-шутеры со световыми пистолетами приобрели значительную популярность в аркадах. Популярные в то время аркадные шутеры такого рода включали Virtua Cop 2 Sega (1995) и The House of the Dead (1997), а также Time Crisis и Police Trainer Namco (1996). Самой успешной серией игр ужасов со световым пистолетом является The House of the Dead (дебют 1997 года), популярность которой, наряду с Resident Evil, привела к тому, что зомби снова стали мейнстримом в популярной культуре. В 1998 году Midway выпустили свою третью успешную игру со световым пистолетом под названием CarnEvil, которая отличалась чрезмерным чёрным комедийным юмором, использованием похожего на дробовик светового пистолета, который мог перезаряжаться, и использованием крови и запекшейся плоти, как в Mortal Kombat.
После массового убийства в школе «Колумбайн» в 1999 году и последовавших за ним в Соединенных Штатах разногласий по поводу видеоигр и преступлений с применением огнестрельного оружия световые пистолеты были запрещены на некоторое время. С конца 1980-х годов контроллеры светового оружия обычно изготавливаются так, чтобы они выглядели как игрушки, для чего их красят в яркие цвета. В Японии, где нет такой преступности с применением огнестрельного оружия, характерной для Соединенных Штатов, и где гражданские лица не могут легально владеть оружием, широко доступны более реалистичные световые пистолеты. В конце 1990-х годов, когда игры в жанре шутера от первого лица стали более популярными, количество стрелков со световым пистолетом начало сокращаться. Стрелялки со световым пистолетом стали менее популярны в 2000-х годах, а новые игры в этом жанре стали восприниматься как « олдскульные», такие как Target: Terror 2004 года от Raw Thrills и Johnny Nero Action Hero 2004 года от ICE/Play Mechanix.
Франшизы Time Crisis и The House of the Dead продолжали получать признание, а аркадный автомат для последней серии The House of the Dead 4 Special (2006) отличался большими экранами, закрывающими игрока, а также вращающимися вибрирующими стульями. Incredible Technologies/Play Mechanix выпустили Big Buck Hunter (2000), которая была очень успешной и породила ряд продолжений и консольных портов. Sega также выпустила Ghost Squad в 2004 году, ещё один успешный шутер со световым пистолетом, в котором используются уникальные пулемёты с реалистичной отдачей; также в нём есть дополнительный триггер, который выполняет такие действия, как сдача заложников или перерезание правильного провода на бомбе; игра была обновлена как Ghost Squad: Evolution в 2007 году и была портирована на Wii в 2007/2008 годах и была совместима с Wii Zapper.
Другие, однако, беззастенчиво отдавали дань уважения аркадному игровому процессу 1990-х годов, даже придерживаясь несколько пародийного стиля. Световые пистолеты несовместимы с современными телевизорами высокой четкости, что вынуждает разработчиков экспериментировать с гибридными контроллерами, в частности с Wii Remote для Wii, а также периферийным устройством GunCon 3 для PlayStation 3, используемым вместе с Time Crisis 4. Другие использовали систему управления движением PlayStation Move.